# Umbelopsis swartii
Umbelopsis swartii är en svampart som beskrevs av H.Y. Yip 1986. Umbelopsis swartii ingår i släktet Umbelopsis och familjen Umbelopsidaceae.   Inga underarter finns listade i Catalogue of Life.